# Melicope ponapensis
Melicope ponapensis är en vinruteväxtart som beskrevs av Carl Karl Adolf Georg Lauterbach. Melicope ponapensis ingår i släktet Melicope och familjen vinruteväxter. Inga underarter finns listade i Catalogue of Life.